# Julio José Zanatelli
Julio José Zanatelli (Batán, 17 de julio de 1930 - Tandil, 7 de agosto de 2003) fue un militar y político argentino, quien en tres oportunidades el cargo de intendente de la ciudad de Tandil, las dos primeras de ellas de facto como integrante de la dictadura cívico-militar autodenominada Proceso de Reorganización Nacional, que gobernó el país de 1976 a 1983, y el último período fue en democracia siendo electo para el cargo en tres oportunidades consecutivas. 
En 2001 intentó justificar los crímenes cometidos por la dictadura, lo que provocó que la Cámara de Diputados de la Nación lo repudiara mediante el proyecto de resolución 2196-D-01 y la Asamblea Permanente por los Derechos Humanos (APDH) lo denunció por apología del delito en el juzgado Federal de Azul, encabezado por entonces por el juez Juan José Comparato.
En las tres veces que fue elegido democráticamente como intendente de Tandil se presentó por diferentes partidos políticos, por Fuerza Republicana en la primera ocasión, la segunda por un partido local llamado Apertura Independiente y en la última por el partido Acción por la República.
Fue acusado de amenazar a un testigo del Caso Quinta de Méndez que vio como fusilaban a Carlos Alberto Moreno. El testigo Carlos Marchioni declaró en 1977 lo que vio y posteriormente a las 4 de la mañana del día siguiente fue citado a una vivienda donde se encontraban Zanatelli y Emilio Méndez quienes lo amenazaron de muerte a él y a su familia si declaraba lo que había observado.